# Батуринский, Давид Абрамович
Давид Абрамович Батуринский (настоящая фамилия Гальперин; 1888, Конотоп — 1961, Москва) — советский экономист, доктор экономических наук, профессор.

## Биография
Учился на юридическом факультете в Бернском университете, где в 1917 году защитил диссертацию «Die Russische Bauernbank im Rahmen der Russischen Agrarpolitik», которая была издана отдельной книгой на немецком языке в 1920 году и в переводе на русский язык — в 1925 году.
Был активистом левого крыла Бунда. Переехав в Москву, преподавал в Институте Красной профессуры.
В 1938—1948 годах был проректором Московского финансового института.
В 1941—1945 годах — член Еврейского антифашистского комитета.

## Семья
- Сын — Виктор Давыдович (Давидович) Батуринский, юрист, шахматный журналист и арбитр.
- Племянник — Вадим Моисеевич Гаевский, балетовед.

## Книги
- К великой русской аграрной реформе: Май — октябрь 1917 г. 2-е издание. Пг.: Семнадцатый Год, 1917. — 35 с.
- Некоторые соображения по поводу аграрной реформы социалистов-революционеров: К учредительному собранию. Петроград, 1917. — 25 с.
- David Galprin. Die Russische Bauernbank im Rahmen der Russischen Agrarpolitik (1882 bis 1917). Inaugural-Dissertation. Bern: P. Haupt, 1920. — 166 s.
- Совхозы: Бюджетно-монографическое обследование Каширской группы совхозов. М.: Госиздат, 1924. — 125 с.
- Аграрная политика царского правительства и Крестьянский поземельный банк. М.: Новая деревня, 1925. — 146 с.
- Земельное устроение еврейской бедноты / Д. А. Батуринский. М.: Ц. И. Озета, 1929. — 32 с.
- Die landansiedlung der werktatigen Juden in der Sowjet Union. In Agrar-Probleme, bd. 2, hft. 3—4, 1929, p. 610—640; Internationales Agrar-Institut[3].
- Die sozialistische rekonstruktion der landwirtschaft in U.S.S.R. (Von der leibeigenschaft zum sozialismus) / Dr. D. Baturinskiy; Lenin-akademie der landwirtschaftlichen wissenschaften U.S.S.R. Erforschungs-institut fur ekonomie und organisation der sozialistischen landwirtschaft. Moscau, 1930. — 130 с.
- Кондратьевщина на сельскохозяйственном плановом фронте / Д. А. Батуринский. М.: Сельколхозгиз, 1932. — 112 с.
- Фашизм — злейший враг крестьянства / Проф. Д. А. Батуринский. Ташкент: Государственное издательство УзССР, 1942. — 54 с.
- О ликвидации противоположности между городом и деревней в СССР: Стенограмма публичной лекции, прочитанной в Центральном лектории Всесоюзного общества по распространению политических и научных знаний в Москве / Доктор экономических наук, проф. Д. А. Батуринский. М.: Правда, 1949. — 32 с.
- O odstraněni protikladů mezi městem a vesnicí v SSSR / D. A. Baturinskij; Přel. ing. Jindřich Rákosník. Praha, 1950. — 43 с.
- Die Bourgeoise, Die bürgerliche Presse, Das Kleinbürgertum — aus der Reihe: Grosse Sowjet — Enzyklopädie Reihe Marxismus / P. S Tscheremnych, D. I. Saslawski, D. A. Baturinski. Берлин: Dietz, 1956.